# Savigneux (Loira)
Savigneux è un comune francese di 3 203 abitanti situato nel dipartimento della Loira nella regione dell'Alvernia-Rodano-Alpi.

## Società

### Evoluzione demografica
Abitanti censiti